# Agnieszka Leszczyńska (lekkoatletka)
Agnieszka Leszczyńska (z domu Agnieszka Sowińska, ur. 25 października 1987 w Kamieniu Pomorskim) – polska lekkoatletka, specjalizująca się w biegu na 800 metrów.

## Kariera
Jej największym dotychczasowym osiągnięciem jest brązowy medal młodzieżowych mistrzostw Europy (Kowno 2009). Wielokrotna medalistka mistrzostw kraju zarówno na stadionie jak i w hali. W 2008 biegła na pierwszej zmianie polskiej sztafety 800-600-400-200 podczas halowego pucharu Europy w Moskwie, Polki zajęły trzecie miejsce w tym biegu.
Nie startowała w sezonie 2011 z powodu przerwy macierzyńskiej.

## Rekordy życiowe
- bieg na 400 metrów – 53,69 (2009)
- bieg na 800 metrów – 2:01,53 (2009)
- bieg na 1000 metrów – 2:39,88 (2009)